# 范来贤
范來賢（1502年—？年），字昌國，號西虞，直隸蘇州府常熟縣軍籍，明朝政治人物。

## 生平
治詩經，嘉靖元年（1522年）舉壬午科順天鄉試一百三十二名，嘉靖八年（1529年）己丑科進士。授主事，歷升郎中。嘉靖二十四年（1545年）接替冯岳任福建延平府知府。以考察致仕。

## 家族
曾祖基。祖欽，義官。父霖。母吳氏。慈侍下。兄來卿，弟來相、來賔、來俞、來朋、來王、來元、來庭。